# Baix Pallars
Baix Pallars est une commune de la comarque de Pallars Sobirà dans la province de Lérida en Catalogne (Espagne).

## Géographie
Baix Pallars est située dans les Pyrénées.